# 賽車條紋

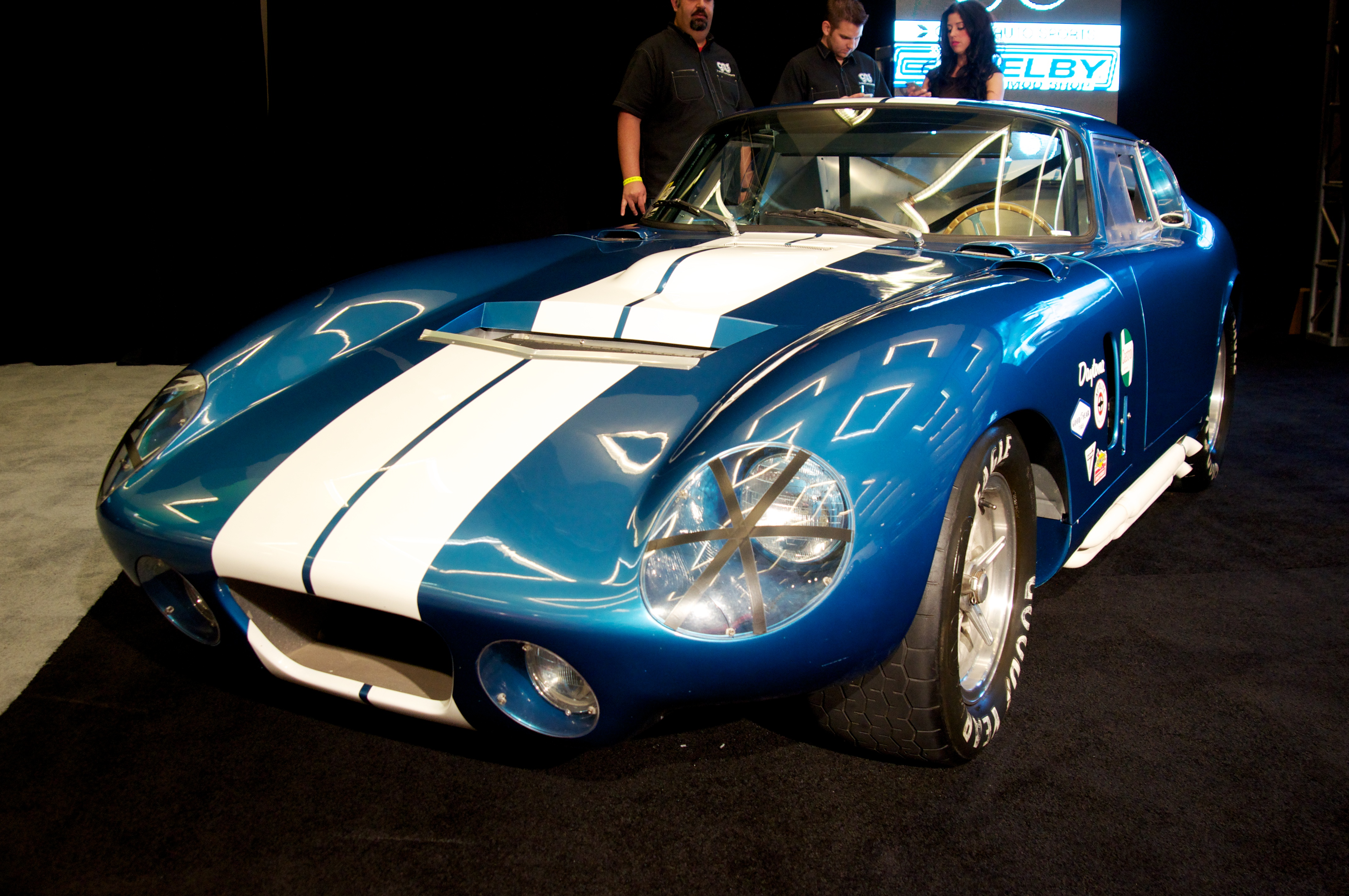
1964 Shelby Daytona

賽車條紋（英語：Racing stripes）最初是繪製在賽車的一種辨識標誌，也稱為勒曼條紋（Le Mans stripes）或拉力條紋（rally stripes）。
賽車條紋的典型圖案，通常是兩道與車身不同顏色，平行從車身中央貫穿前後的縱置條紋。

## 賽車
1951年開始，康寧漢姆車隊就採用康寧漢姆賽車條紋（Cunningham racing stripes）作為賽車標誌，在白色車身的中央，有兩條從前方貫穿至後方的藍色平行條紋，這是從国际汽车联合会的美國傳統国际赛车颜色演變而來，有助於觀眾在比賽中識別賽車。
1964年，Shelby Daytona Coupe採用帶有白色條紋的寶藍色賽車參加 1964年和1965年的勒芒24小時耐力賽。

## 公路車
第一款採用賽車條紋的公路車是1965年的福特Shelby Mustang GT350。 1960年代開始，賽車條紋開始被應用於公路車，作為汽車運動性能的宣傳。例如原廠的雷諾8 Gordini就有標準配備的賽車條紋， 鈴木Swift和福斯Up的選擇配備也有賽車條紋，零部件市場有時候稱為疾速條紋（go-faster stripes） 或車頭條紋（hood stripes）。
另外一種風格的賽車條紋是環繞著汽車側面，而不是貼在車身中央，稱為「大黃蜂條紋」（bumblebee stripes），這種風格在Dodge Charger Daytona顯得尤為突出，道奇於1968年至1971年生產的「Scat Pack」肌肉車，就以大黃蜂條紋為性能標誌。
1996年，Dodge Viper GTS重新復興賽車條紋的設計風格， 稱之為「蝮蛇條紋」（Viper Stripes）。

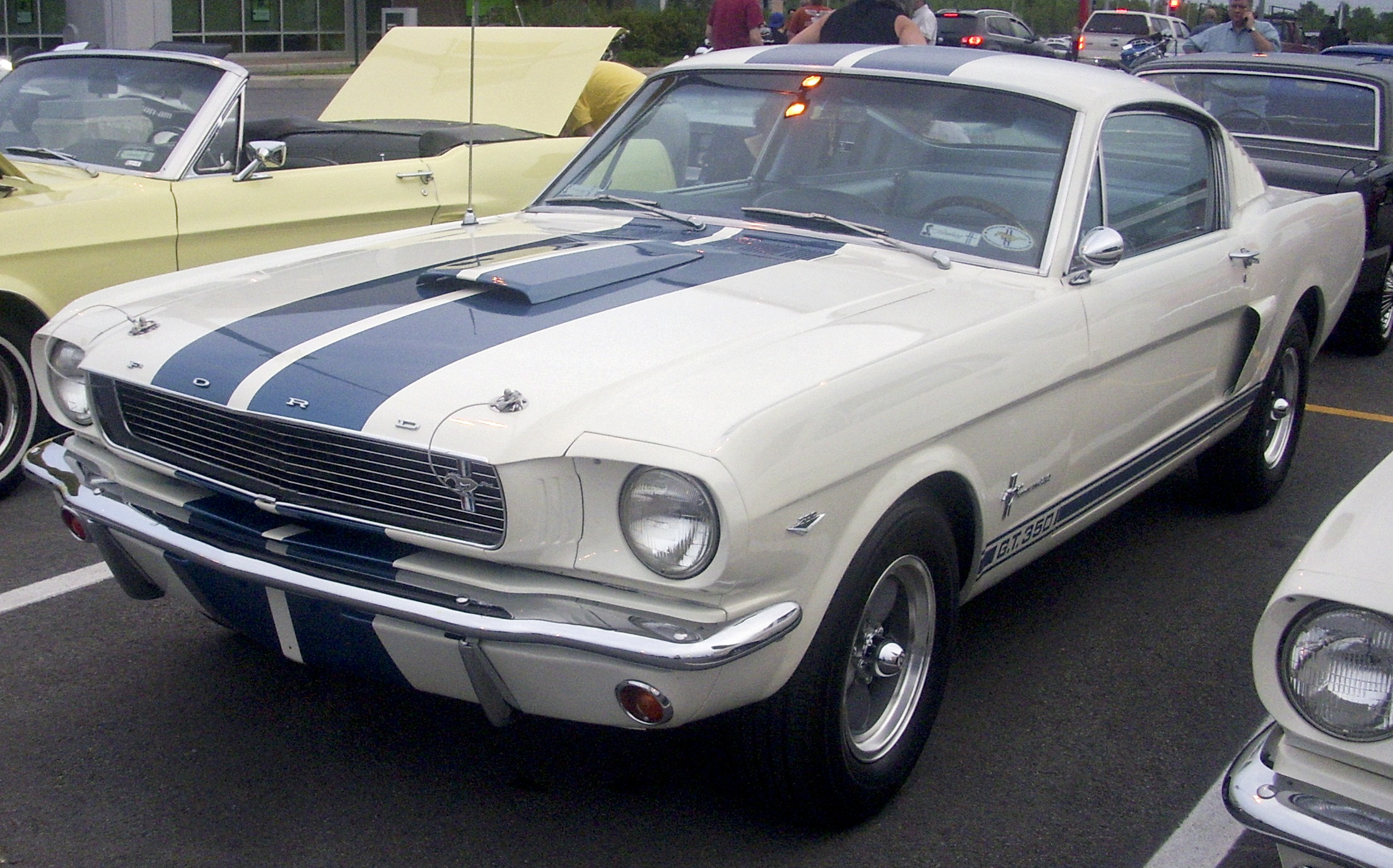
1965 Mustang GT350
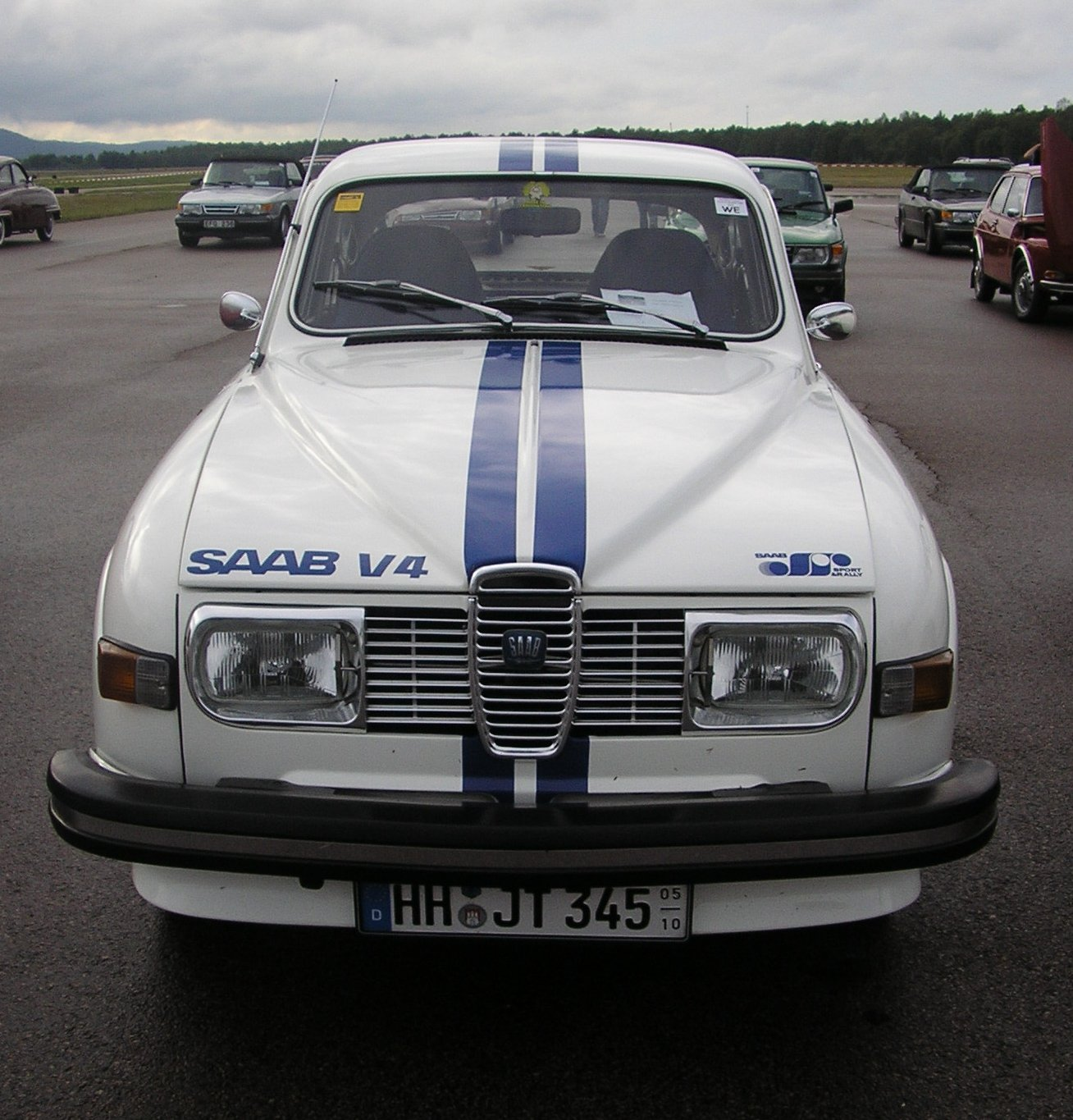
Saab 96 with "go-faster stripes"
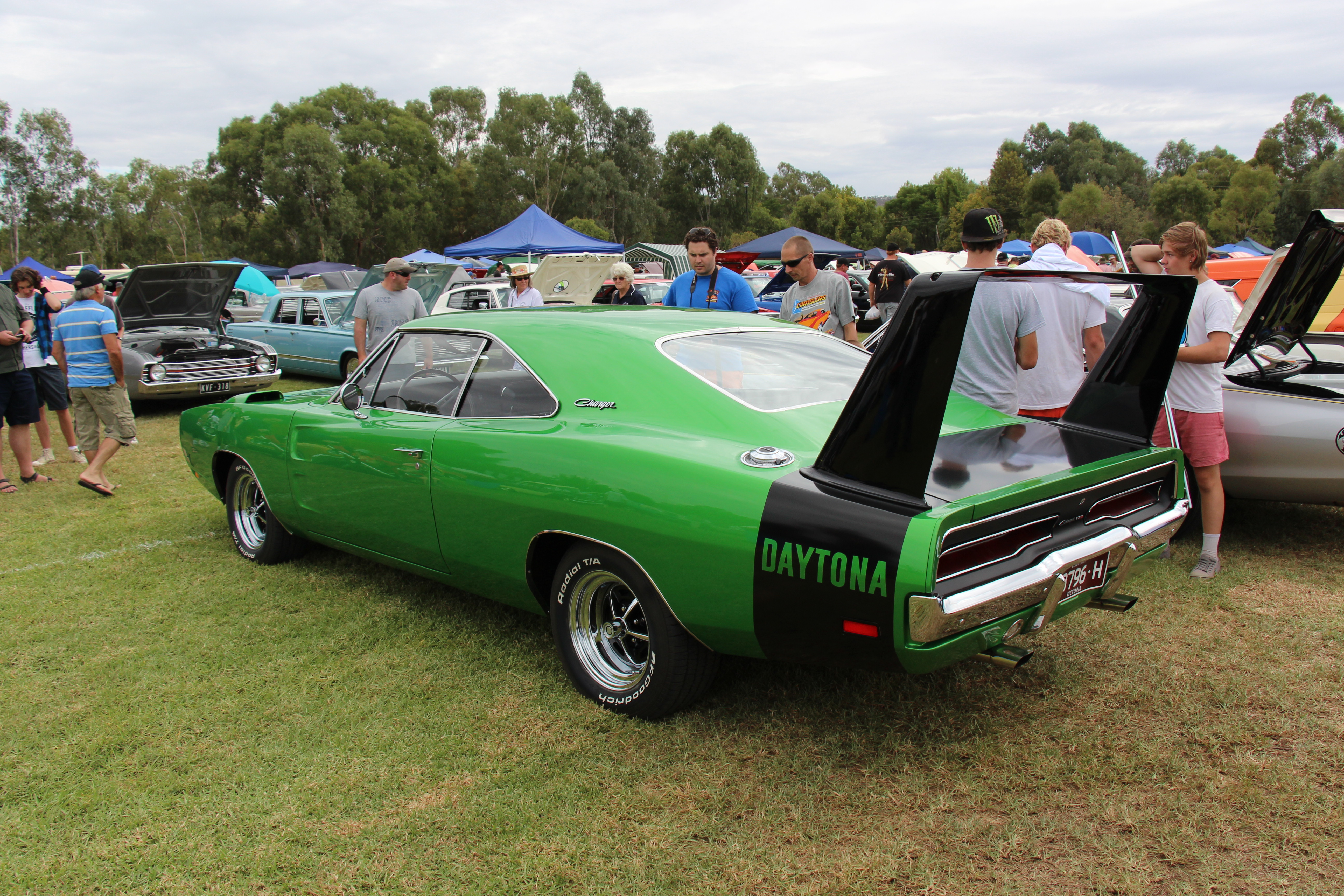
1969 Dodge Charger Daytona（英语：Dodge Charger Daytona） with "bumblebee stripe"
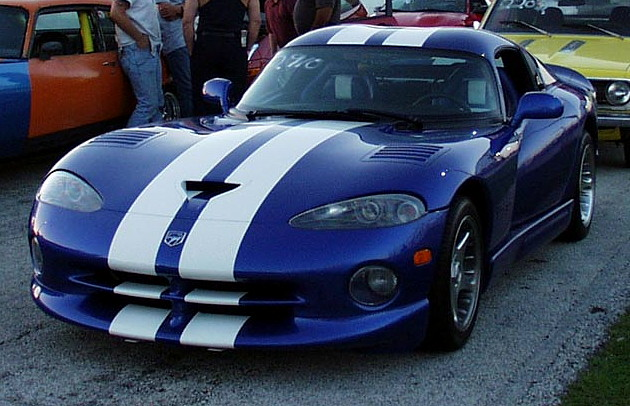
Dodge Viper GTS with "Viper Stripes"
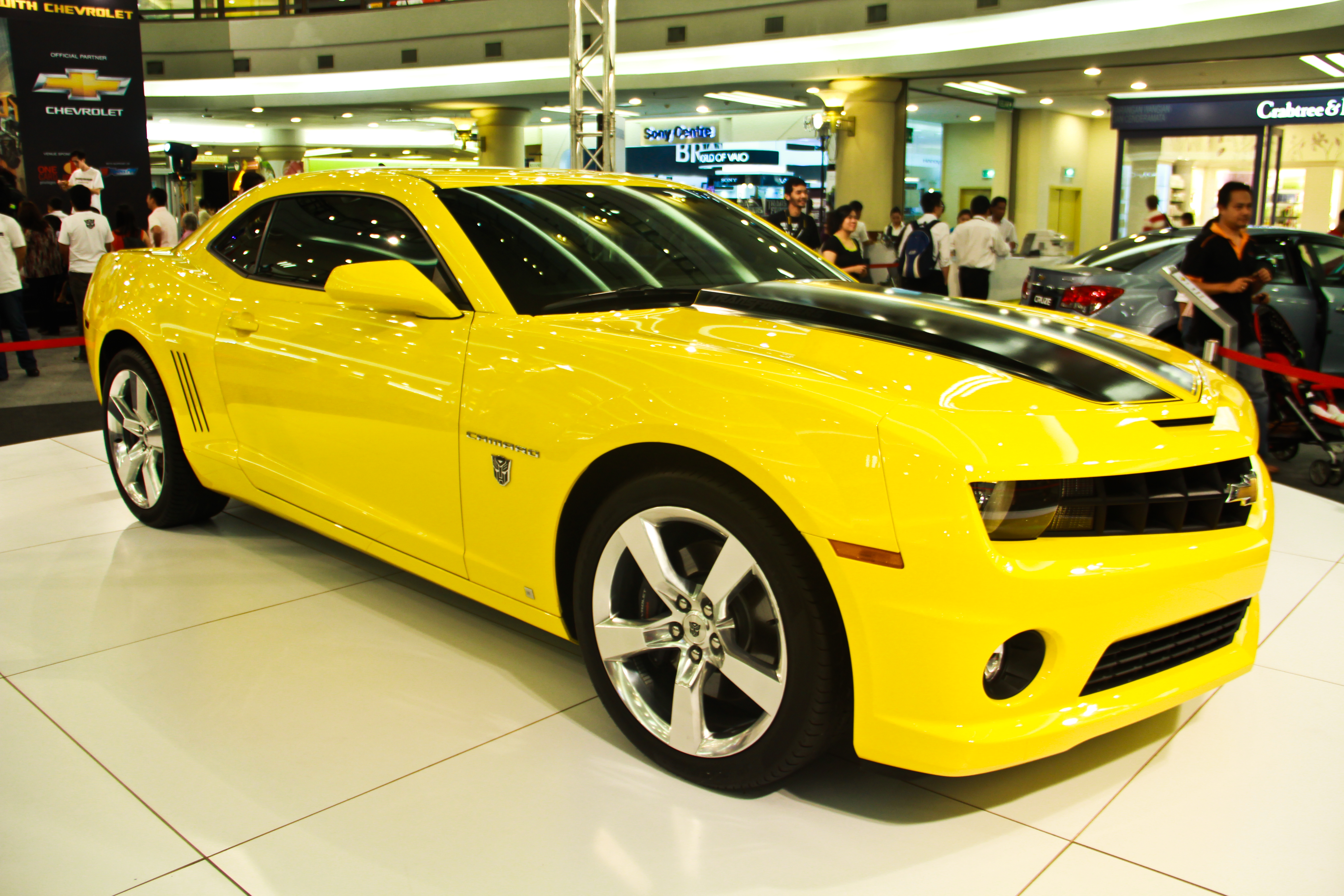
Chevrolet Camaro with "Bumblebee Stripes"

## 另見
- 国际赛车颜色

## 外部連結
- Cover of Time magazine dated, April 26, 1954 （页面存档备份，存于）

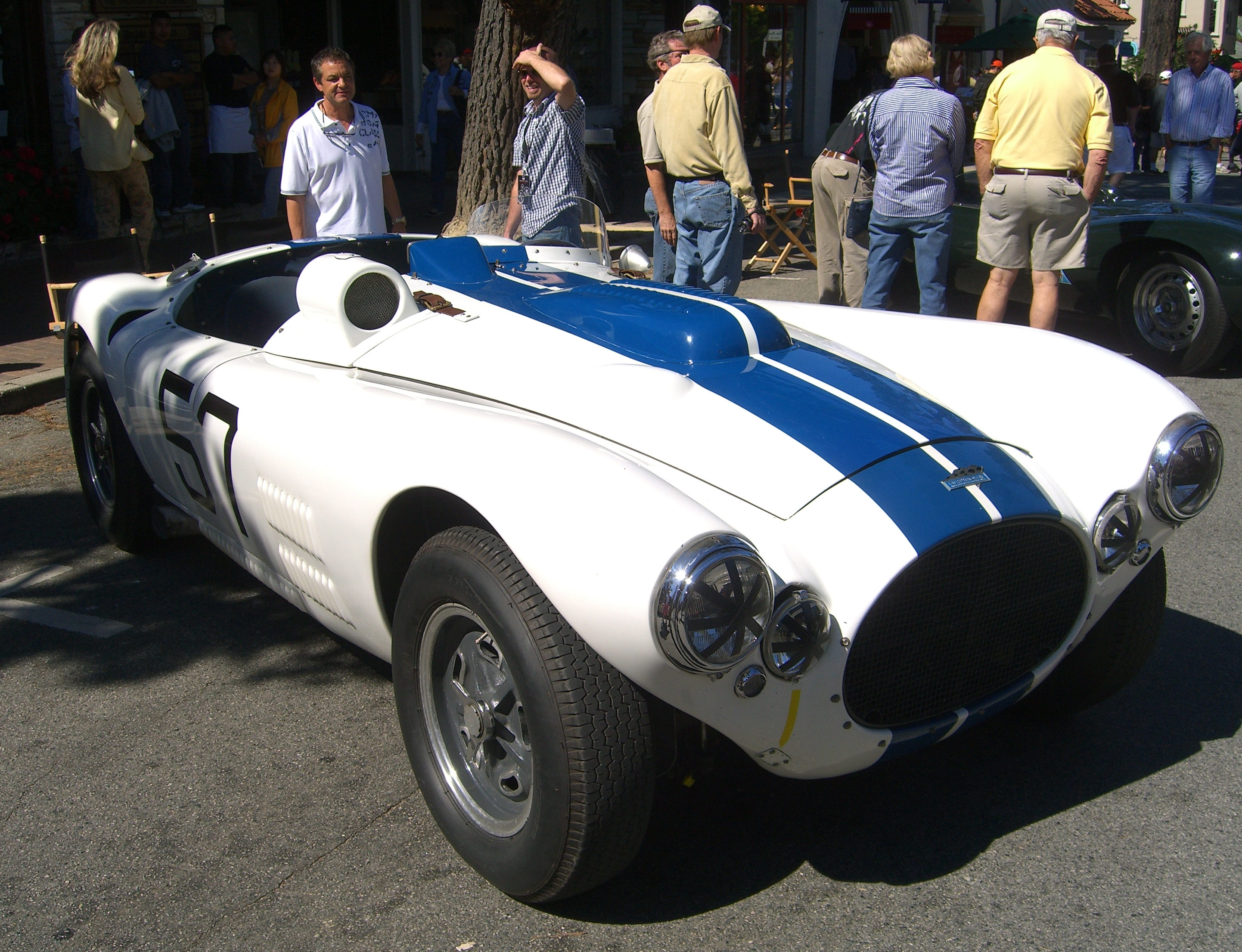
1952 Briggs Cunningham C-4R

- A Costin Lister Jaguar raced by the Briggs Cunningham team in detail and with history （页面存档备份，存于）
- Full list of Team Cunningham drivers （页面存档备份，存于）
- Road Racing Drivers Club （页面存档备份，存于）
- Briggs Swift Cunningham II